# Arne Meurman
Arne Meurman (6 april 1956) is een Zweeds wiskundige die werkt aan eindige groepen en vertexoperatoralgebra's.
Hij is professor aan de Universiteit van Lund.
Hij is het meest bekend voor het samen met Igor Frenkel en James Lepowsky construeren van de monster-vertexalgebra.